# Ford Transit Connect
Ford Transit Connect je menší užitkový dodávkový automobil, vyráběný Fordem od roku 2002 v Turecku. Od stejné doby je ve výrobě i Ford Tourneo Connect, osobní verze Transitu Connect, určená pro přepravu pěti nebo osmi lidí. Od září 2009 se vyrábí i v Rumunsku. Transit Connect částečně nahradil užitkové vozy, odvozené od modelů Escort a Fiesta. Řadu Connect doplňuje kompaktni Fiesta Van poslední generace.